# Бделиды
Бделиды (лат. Bdellidae) — семейство хищных акариформных клещей из отряда Trombidiformes. 15 родов, более 250 видов. Встречаются всесветно.

## Описание
Свободноживущие клещи, как правило, с мягкими покровами. Длина тела 0,35—3,5 мм. Гипостомом сильно удлинённый (в виде носа или клюва), на проподосоме развиты 1 или 2 пары тактильных щетинок (медиальные и латеральные) и 2 пары трихоботриальных сенсилл. Цикл развития включает яйцо, личиночную, 3 нимфальные стадии и взрослую. Места обитания разнообразны: лесная подстилка (почва, лиственный перегной, мох), под камнями, трава, кустарники и деревья, гнёзда птиц и млекопитающих. Хищники, питаются мелкими членистоногими.

## Классификация
5 подсемейств и более 250 видов. В новом каталоге 2016 года значится 278 валидных видов.
- Подсемейство Bdellinae Grandjean, 1938
  - Bdella Latreille, 1795
  - Hexabdella van der Schyff, Theron & Ueckermann, 2004 nec Verrill, 1872[6]
- Подсемейство Cytinae Grandjean, 1938
  - Cyta von Heyden, 1826
    - = Rigibdella Tseng, 1978 (синонимия по[5])

  - Trachymolgus Berlese, 1923 — Голарктика[7]
- Подсемейство Odontoscirinae Grandjean, 1938
  - Caenobdella Oudemans, 1937
  - Hoplomolgus Berlese, 1923
  - Neomolgus Oudemans, 1937
  - Octobdellodes Atyeo, 1960
  - Odontoscirus Thor, 1913
    - = Bdellodes Oudemans, 1937 (синонимия по[5])
    - = Scirus Thor, 1931
    - = Hoploscirus Thor, 1937
    - = Thoribdella Grandjean, 1938

  - Troglobdella Oudemans, 1937
- Подсемейство Polytrichinae van der Schyff, Theron & Ueckermann, 2003
  - Polytrichus van der Schyff, Theron & Ueckermann, 2003
- Подсемейство Spinibdellinae Grandjean, 1938
  - Biscirus Thor, 1913
  - Monotrichobdella Baker & Balock, 1944
  - Spinibdella Thor, 1930
  - Tetrabdella Hernandes & Feres, 2006
- Роды Incertae sedis
  - Neobiscirus Gomelauri, 1963